# Noël Tuot
Noël Tuot, né le 12 novembre 1945 à Vouziers, est un écrivain et poète ardennais contemporain.

## Biographie
Noël Tuot est né dans les Ardennes. Après des études de lettres à la Faculté de Reims, il enseigne la littérature dans un lycée de Reims. Il est poète, écrivain et dramaturge. Il est aussi scénariste de bandes dessinées avec notamment Baudelaire et Dien Bien Phu illustrées par Daniel Casanave. Il fut proche notamment d'André Dhôtel et de Théophile Malicet. Il effectua d'ailleurs son mémoire de maitrise sur l'œuvre de ce dernier. À la suite d'un accident qui le rendit aphasique et hémiplégique, il dessine d’étranges bonshommes dont plusieurs sont reproduits dans l'ouvrage André Dhôtel et trois poètes : Armen Lubion, Noël Tuot, Jean-Claude Pirotte. Il est devenu aussi lui-même illustrateur notamment pour des ouvrages de poésies.

### Poésie
- Paraboles, Imprimerie Matit Braine, Reims, 1974
- Nota bene, n° 7-28, hiver 1989-90
- Caravanes 4, Phébus, novembre 1994
- Lettre ouverte à Rimbaud, Presses de l'Ardennais, 1978/ réédition Ed. Anabet, 2009
- La Femme du bédouin, Ed. Phébus, 1991  (ISBN 978-2-8594-0155-9)
- Pour écrire un poème, Revue Nota Bene n°32-34, printemps 1991
- La Route inconnue in Cahiers André Dhôtel n° 6, 2008, La Route Inconnue

### Théâtre
- La Promenade, préface d'André Dhôtel, Ed. Denis Clair, 1977
- Dien Bien Phu, revue Nota bene n° 4, Automne 1981
- Les Enfants de Bogota, La Dryade, n° 117, Printemps 1984
- Le Curé de Carmaret suivi de Valvins, Ed. Climats, 1989  (ISBN 978-2-907563-05-5)
- Baudelaire, Revue Nota Bene n° 14-15-16, Automne 1985
- Golgotha, Ed. Climats, 1996  (ISBN 978-2-84158-043-9)

### Roman
- Le Mariage d'Arthur Rimbaud, Ed. Climats, 1991  (ISBN 978-2-907563-39-0)

### Bande dessinée
- Dien Bien Phu, dessins de Daniel Casanave, Ed. Les Rêveurs, 2005  (ISBN 978-2-912747-15-0)
- Baudelaire, dessins de Daniel Casanave, Ed. les Rêveurs, 2007  (ISBN 978-2-912747-24-2)

### Autres
- Mémoire de maîtrise, Théophile Malicet, Université de Reims, Faculté de lettres te de sciences humaines
- André Dhôtel et trois poètes : Armen Lubin, Noël Tuot, Jean-Claude Pirotte, Ed. La route inconnue, Cahier André Dhôtel n° 6, 2008
- Les Falaises de San Lazzaro, Rodolfo Calamendrei, dessins de Noël Tuot, Éditions de la revue Conférence, 2014
- Hommage à la revue Caravanes (1989-2003), Ed. Phébus, Contribution de Noël Tuot
- Nuits de tempêtes et autres poèmes, R. L. Stevenson, Traduit de l’anglais par Patrick Reumaux, Dessins de Noël Tuot in Revue Conférence n°30-31, 2010
- André Dhôtel "à tort et à travers", Collectif, Je me souviens... André Dhôtel Texte de Noël Tuot - Catalogue de l'exposition pour le centième anniversaire de la naissance d'André Dhôtel en 2000 à la médiathèque Voyelles à Charleville-Mézières
- Les falaises de San Lazzaro, Rodolfo Calamendrei , Editions de la revue Conférence, Traduction Christophe Carraud, dessins de Noël Tuot